# Гласс, Ханна
Ханна Гласс (англ. Hannah Glasse, в девичестве Оллгуд, англ. Allgood; март 1708 года, Лондон — 1 сентября 1770 года, Лондон) — английская кулинарная писательница XVIII века. Её первая кулинарная книга «Искусство кулинарии, изложенное просто и легко» (англ. The Art of Cookery Made Plain and Easy), опубликованная в 1747 году, стала самой продаваемой книгой рецептов того века. Она была переиздана в течение первого года после публикации, вышла в 20 изданиях в XVIII веке и продолжала публиковаться вплоть до XIX века. Позже она написала в 1760 году книги «The Servants' Directory» и «The Compleat Confectioner»; ни одна из этих книг не достигла такого же коммерческого успеха, как её первая.
Гласс родилась в Лондоне в семье землевладельца из Нортамберленда и его любовницы. После разрыва отношений Гласс воспитывалась в семье отца. В 16 лет она сбежала из семьи к 30-летнему ирландскому субалтерну, который в то время получал половинное жалование и жил в Эссексе, работая в поместье графов Донеголл. Пара испытывала финансовые трудности, и, чтобы собрать деньги, Гласс написала книгу «Искусство кулинарии». Она много копировала из других кулинарных книг, из них было позаимствовано около трети рецептов. Среди её оригинальных рецептов — первый известный рецепт карри, написанный на английском языке, а также три рецепта плова, первое упоминание о ванили в английской кухне, первое зафиксированное использование желе в трайфле и ранний рецепт мороженого. Она также первой использовала термин «йоркширский пудинг» в печати.
Гласс стала портнихой в Ковент-Гардене, где среди её клиентов была Августа Саксен-Готская, принцесса Уэльская, но у неё накопились непомерные долги. За банкротство она была заключена в тюрьму и была вынуждена продать авторские права на «Искусство кулинарии». Большая часть последующей жизни Гласс осталась незаписанной; информация о её личности была утеряна, пока в 1938 году её не обнаружила историк Мадлен Хоуп Доддс. Другие авторы плагиатили труды Гласс, и пиратские копии получили широкое распространение, особенно в Соединённых Штатах. Книга «Искусство кулинарии» вызывала восхищение английских кулинаров второй половины XX века и оказала влияние на многих из них, включая Элизабет Дэвид, Фанни Крэдок и Клариссу Диксон Райт.

## Биография

### Ранняя жизнь

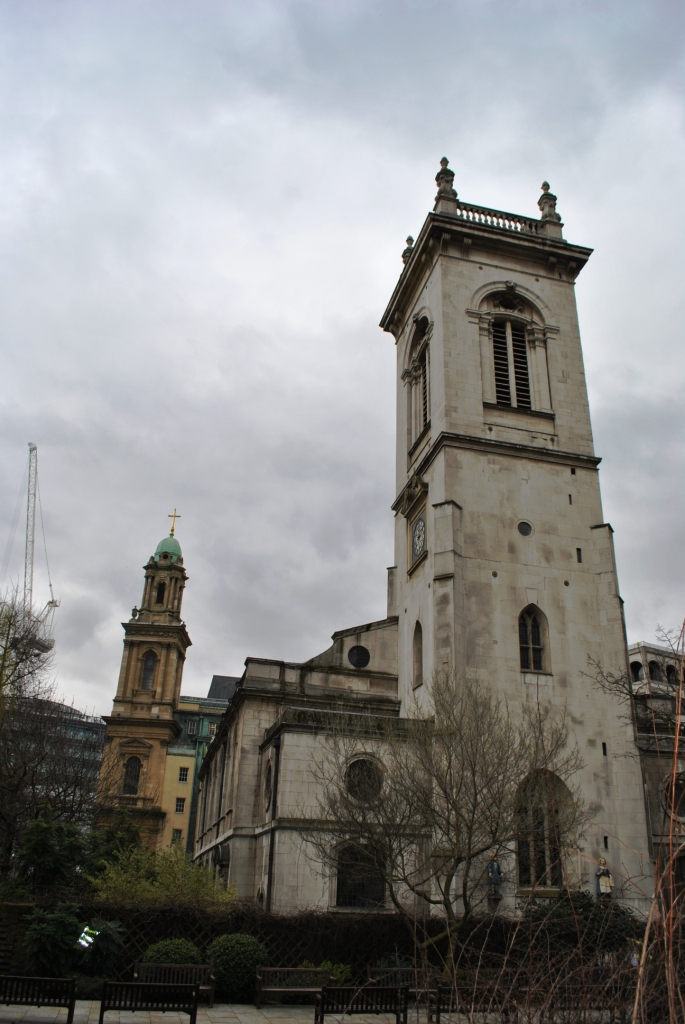
Церковь Святого Андрея в Холборне, где крестили Гласс

Гласс родилась на Гревилл-стрит, Хаттон-Гарден, Лондон, в семье Исаака Оллгуда и его любовницы Ханны Рейнольдс. Исаак, землевладелец и владелец угольных шахт, происходил из известной, уважаемой семьи из Нанвик-Холла, Хексем, Нортамберленд; он был женат на Ханне Кларк, дочери Исаака из Лондона, виноградаря. Гласс была крещена 24 марта 1708 года в Церкви Святого Андрея в Холборне, Лондон. У Оллгуда и Рейнольдс было ещё двое детей, оба из которых умерли в раннем возрасте. У Оллгуда и его жены также был второй ребёнок, Ланселот, родившийся через три года после Гласс.
Оллгуд забрал Рейнольдс и юную Ханну к себе в Хексем, где она воспитывалась вместе с другими его детьми, но, согласно Робб-Смиту в Оксфордском национальном биографическом словаре, Рейнольдс была «изгнана из Хексема»; причина не указана. К 1713 году Олгуд и Рейнольдс снова жили вместе в Лондоне. В следующем году, будучи пьяным, Оллгуд подписал бумаги о передаче всего своего имущества Рейнольдс. Когда он осознал масштабы своей ошибки, супруги расстались. Семья Оллгудов пыталась вернуть имущество, что им удалось в 1740 году, в результате чего обеспечили Гласс ежегодным доходом и небольшим состоянием. У неё не было хороших отношений с матерью, которая принимала мало участия в воспитании дочери. Гласс описывала её в переписке как «злую негодяйку».
Вскоре после смерти жены в 1724 году Оллгуд заболел, и Гласс отправили жить к бабушке. Хотя бабушка запретила Гласс посещать светские мероприятия, она начала отношения с мужчиной постарше: Джоном Глассом. Он был 30-летним ирландским субалтерном, получавшим в то время половинное жалованье, и который ранее служил у лода Полварта. Джон был вдовцом. 4 августа 1724 года пара тайно обвенчалась по специальной лицензии. Её семья узнала о браке месяц спустя, когда она переехала из дома своей бабушки к мужу на Пикадилли. Хотя её семья была возмущена таким положением дел, вскоре они возобновили сердечные отношения и продолжили тёплую и дружескую переписку. В первом письме Ханны к бабушке она извинялась за тайну, окружавшую её побег, но не выражала сожаления по поводу замужества. «Я сожалею о том, что сделала, но только о том, как я это сделала».
К 1728 году Глассы жили в Нью-Холле, Брумфилд, Эссекс, доме 4-го графа Донеголла; Джон Гласс, вероятно, работал управляющим в поместье. Во время проживания в Нью-Холле у них родился первый ребёнок. В ноябре 1734 года Глассы вернулись в Лондон, где прожили четыре года, а затем переехали на Гревилл-стрит, недалеко от Хаттон-Гарден. В последующие годы Гласс родила десять детей, пятеро из которых умерли молодыми. Она считала образование важным и отправила своих дочерей в хорошие местные школы, а сыновей — в Итон и Вестминстер. Пара постоянно испытывала финансовые трудности, и в 1744 году Гласс попыталась торговать патентованным лекарством «Эликсир Даффи»; проект не удался. Тогда она решила написать кулинарную книгу.

### «Искусство кулинарии»
Фронтисписы из двух изданий «Искусства кулинарии, изложенного просто и легко»
В письме от января 1746 года Гласс писала: «Моя книга идёт очень хорошо, и все ею довольны, сейчас она находится в печати». Книга «Искусство кулинарии, изложенное просто и легко» была напечатана в следующем году и, согласно титульному листу, продавалась в «посудной лавке миссис Эшберн, на углу у Флит-Дитч». Книгу можно было приобрести в переплёте за 5 шиллингов или в простом сшитом виде за 3 шиллинга. Как это было принято в издательствах того времени, Гласс указала внутри работы имена подписчиков — тех, кто предварительно заплатил за экземпляр. В первом издании было указано 202 подписчика; во втором и третьем изданиях это число увеличилось. На титульном листе Гласс писала, что книга «намного превосходит все, что когда-либо было опубликовано в этом роде». В предисловии к книге она пишет: «Я считаю, что попыталась создать отрасль кулинарии, о которой ещё никто не счёл нужным написать», объясняя это тем, что её книга предназначена для домашнего персонала. В связи с этим она извиняется перед читателями: «Если я писала не в высоком, вежливом стиле, надеюсь, меня простят; ведь моё намерение — научить низший сорт, и поэтому я должна обращаться с ними по-своему».
При написании книги Гласс широко использовала другие источники: из 972 рецептов в первом издании 342 были скопированы или адаптированы из других работ. Этот случай плагиата был типичным для того времени, поскольку согласно Статуту королевы Анны — парламентскому акту 1709 года о защите авторских прав — рецепты не защищались авторским правом. Глава о сливках была полностью взята из книги Элизы Смит «The Compleat Housewife» 1727 года, а в разделе о мясе 17 рецептов подряд были скопированы из книги «The Whole Duty of a Woman», хотя Гласс переписала скудные инструкции, предназначенные для опытных поваров, в более подробные инструкции для менее опытных.
Ещё до конца года появилось второе издание «Искусства кулинарии, изложенного просто и легко», а к 1765 году было опубликовано ещё девять вариантов. В первых изданиях книги не указывалось её авторство, использовалась туманная надпись «By a Lady» (с англ. — «От леди»); имя Гласс появилось на титульном листе только в четвёртом издании, опубликованном в 1751 году. Отсутствие имени автора привело к ошибочным утверждениям, что книга была написана Джоном Хиллом. В книге Джеймса Босуэлла «Жизнь Джонсона» Босуэлл рассказывает об ужине с Сэмюэлем Джонсоном и издателем Чарльзом Дилли. Дилли заявил, что «Кулинария миссис Гласс, которая является лучшей, была написана доктором Хиллом. Половина коммерсантов это знает». Джонсон сомневался в этом связи из-за путаницы в книге между селитрой и нитритом натрия, ошибки, которой Хилл не допустил бы. Несмотря на это, Джонсон решил, что автором был мужчина, и сказал: «Женщины могут очень хорошо прясть, но они не могут составить хорошую кулинарную книгу».

### Поздние годы
В том же году, когда было опубликовано первое издание, умер Джон Гласс. Он был похоронен 21 июня 1747 года в церкви Святой Марии, Брумфилд. В том же году Гласс открыла свою мастерскую по пошиву одежды на Тависток-стрит, Ковент-Гарден, в партнёрстве со своей старшей дочерью Маргарет. В четвёртое издание её книги была включена полностраничная реклама её магазина, где говорилось, что она является «мастером по изготовлению одежды Её Королевского Высочества принцессы Уэльской», принцессы Августы. Когда её сводный брат Ланселот приехал погостить у неё, он написал:
У дверей Ханны так много карет, что, судя по всему, она должна преуспеть в своем деле… к ней приходят большие гости, не меньше, чем принц и принцесса Уэльские, чтобы посмотреть на ее парадные платья.
Гласс не удалось добиться успеха в своём бизнесе, и, взяв большие займы, она с долгами в 10 000 фунтов стерлингов объявила банкротство в мае 1754 года. Среди активов, проданных для погашения её долгов, были авторские права на «Искусство кулинарии, изложенное просто и легко», переданные Эндрю Миллеру и нескольким книготорговцам, а также 3 000 экземпляров пятого издания; синдикат владел правами в течение следующих пятидесяти лет. Неизвестно, какое участие принимала Гласс в изданиях книги после пятого. В январе 1755 года ей был выдан сертификат соответствия, который ознаменовал конец её банкротства.

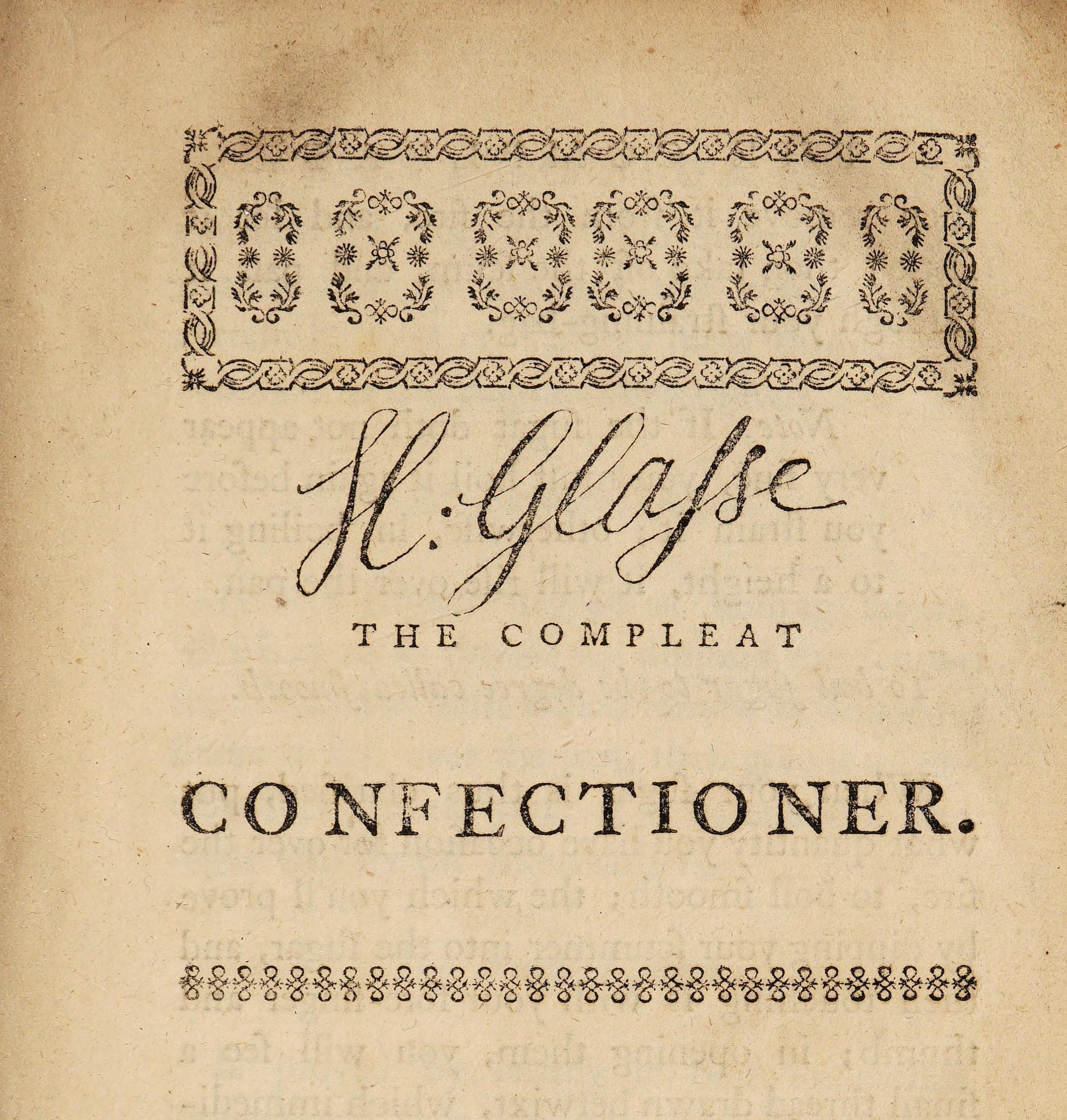
Часть первой страницы издания 1772 года книги «The Compleat Confectioner»

В 1754 году Энн Кук опубликовала кулинарную книгу «Professed Cookery: containing boiling, roasting, pastry, preserving, potting, pickling, made-wines, gellies, and part of confectionaries». В книге содержалось то, что было озаглавлено «Эссе о искусстве кулинарии леди», которое представляло собой нападки на Гласс и её «Искусство кулинарии», описанные историком Мадлен Хоуп Доддс как «яростный натиск», а историком Гилли Леман — как «ужасающий доггерель». Доддс выяснила, что Кук враждовала с Ланселотом Оллгудом и использовала книгу, чтобы отомстить ему.
Гласс продолжала жить в своём доме на Тэвисток-стрит до 1757 года, но её финансовые проблемы продолжались, и в июне того же года она была заключена в долговую тюрьму Маршалси, а месяцем позже переведена в Флитскую тюрьму. К декабрю она вышла на свободу и зарегистрировала три доли в «The Servants' Directory», написанном ею труде о том, как вести домашнее хозяйство; в конце книги было несколько пустых страниц для записи кухонных расчётов. Работа была опубликована в 1760 году, но не имела коммерческого успеха. Гласс также написала книгу «The Compleat Confectioner», которая была опубликована без даты, но, вероятно, в 1760 году. Как и в случае с первой книгой, Гласс сплагиатила чужие работы для этой новой книги, особенно из работы Эдвардса Ламберта «The Art of Confectionery» 1744 года, а также из «Compleat Housewife» и «The Family Magazine» Смита. Работа Гласс содержала основные сведения о приготовлении сладостей, тортов и мороженого, в том числе о том, как варить сахар до нужной степени, делать заварные кремы и силлабабы, консервировать продукты и дистиллировать напитки.
Не сохранилось никаких сведений, относящихся к последним десяти годам жизни Гласс. В 1770 году в газете The Newcastle Courant была опубликована маленькая заметка: «На прошлой неделе в Лондоне умерла миссис Гласс, единственная сестра сэра Ланселота Олгуда из Нанвика в Нортамберленде», сообщая о её смерти 1 сентября.

## Книги
Книга «Искусство кулинарии, изложенное просто и легко» состоит в основном из английских рецептов и нацелена на приготовление хорошей, доступной пищи, а телевизионный кулинар Кларисса Диксон Райт сочла эту работу «мастерским обобщением» английской кухни зажиточных семей середины XVIII века. Гласс видела, что домашнее образование для молодых леди больше не включает в себя кондитерские изделия и большие десерты, и многие рецепты в «The Compleat Confectioner» отходят от банкетных блюд XVII века к десертам нового стиля XVIII и XIX веков. В «Искусстве кулинарии» она демонстрирует признаки современного подхода к приготовлению пищи, уделяя больше внимания пикантным блюдам, в которых прослеживается французское влияние, а не более престижным, но устаревшим сладким блюдам, которые предпочитали в XVII веке. В книге «The Compleat Confectioner» она пишет:
Каждая молодая леди должна знать, как готовить все виды кондитерских изделий и оформлять десерт; в прежние времена считалось большим совершенством для молодой леди разбираться во всех этих вещах, хотя бы для того, чтобы давать указания своим слугам [...].
Оригинальный текст (англ.)every young lady ought to know both how to make all kind of confectionary, and dress out a desert; in former days, it was look’d on as a great perfection in a young lady to understand all these things, if it was only to give directions to her servants[.]
Гласс была не прочь покритиковать французов или их кухню, и в её предисловии говорится:
Француз в своей стране накроет прекрасный обед из двадцати блюд, и все они будут изысканными и красивыми, а стоимость одного блюда поставит английского лорда в неловкое положение. ... Я слышала о поваре, который использовал шесть фунтов масла, чтобы поджарить двенадцать яиц; тогда как каждый знает ... что полфунта вполне достаточно, или даже больше, чем нужно: но тогда это был бы не француз. Так велика слепая глупость этого века, что они скорее предпочтут, чтобы им навязали французского олуха, чем поощрят хорошего английского повара!
Оригинальный текст (англ.)A Frenchman in his own country will dress a fine dinner of twenty dishes, and all genteel and pretty, for the expence he will put an English lord to for dressing one dish. … I have heard of a cook that used six pounds of butter to fry twelve eggs; when every body knows … that half a pound is full enough, or more than need be used: but then it would not be French. So much is the blind folly of this age, that they would rather be imposed on by a French booby, than give encouragement to a good English cook!
Несмотря на откровенно враждебный подход Гласс к французской кухне, Стед замечает, что в её книге обнаруживаются «отношения любви и ненависти к французской кулинарии, презрение в сочетании с тайным восхищением». В книге «Искусство кулинарии» Гласс представила главу из восьми рецептов — все подробные и сложные, и все французского происхождения — с советом: «Прочитайте эту главу, и вы поймёте, как дорого стоит соус французского повара». Первый рецепт, «Французский способ приготовления куропаток», заканчивается её комментарием: «Это блюдо я не рекомендую, потому что считаю его странным нагромождением мусора… но такие рецепты, как этот, есть в большинстве кулинарных книг». Генри Нотакер в своей истории кулинарных книг отмечает, что Гласс включила в книгу плохой, на её взгляд, рецепт только потому, что иначе её читатели могли бы его пропустить. На протяжении всей книги она вводит рецепты французского происхождения, хотя они часто подвергались англицизации с удалением сильно ароматных соусов из мясных блюд. С каждой новой публикацией книги количество неанглийских рецептов увеличивалось, в неё добавлялись рецепты немецкой, голландской, индийской, итальянской, западноиндийской и американской кухонь.

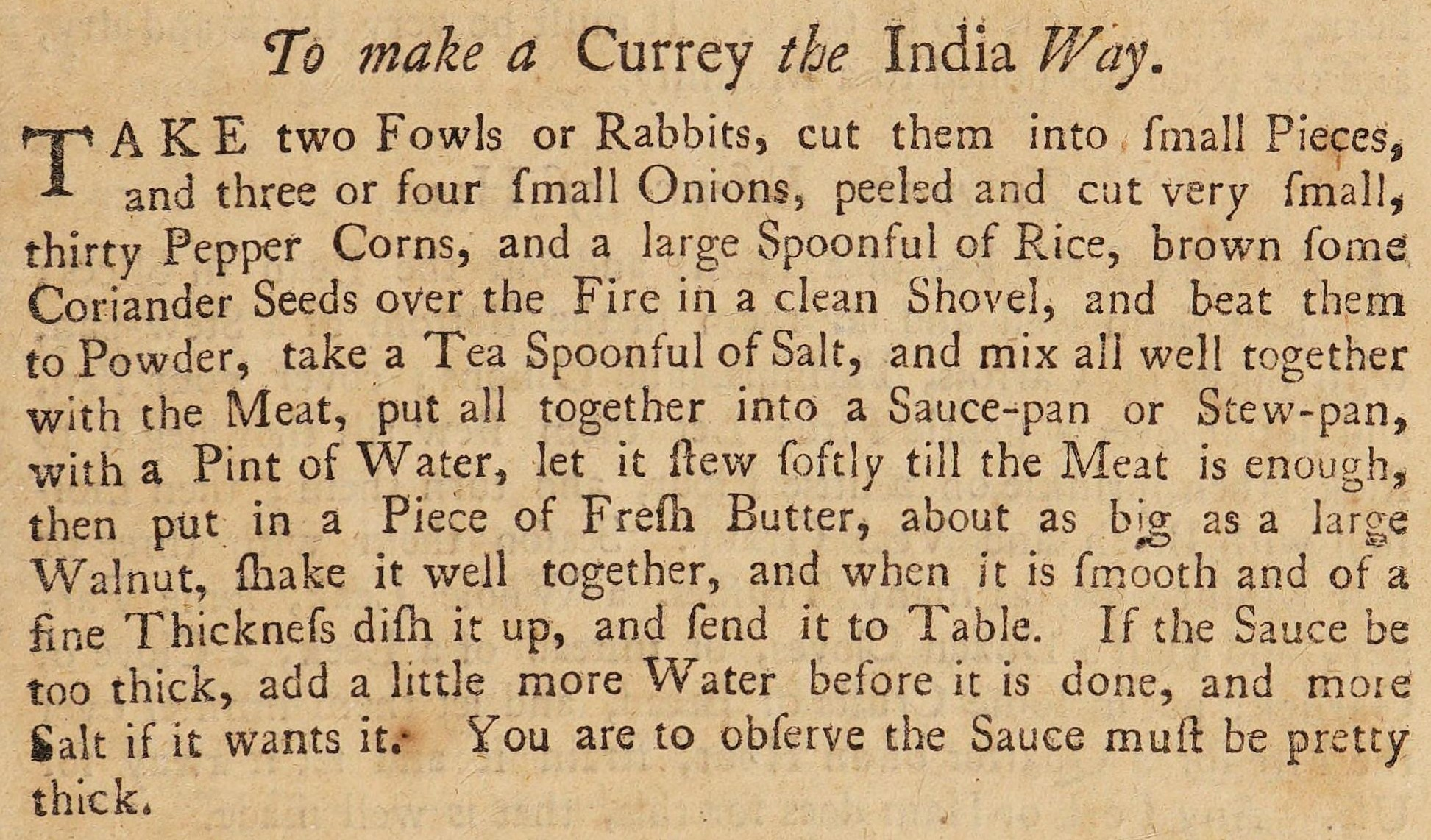
Рецепт карри от Гласс, 1748 год — первый известный письменный английский рецепт этого блюда

В первом издании был представлен первый известный рецепт карри на английском языке, а также три рецепта плова; более поздние версии включали дополнительные рецепты карри и индийского соления. В них, как и в большинстве её рецептов, не было мер или веса ингредиентов, хотя есть некоторые практические указания, в том числе «примерно столько тимьяна, сколько поместится на шестипенсовик».
Гласс добавила не только рецепт «валлийского кролика» (англ. Welch rabbit, затем Welsh rarebit), но и «английского кролика» и «шотландского кролика». В книге есть глава «Для капитанов морских», содержащая рецепты вяления и соления продуктов, а также рецепты «Определённого лекарства от укуса бешеной собаки» (скопированный у Ричарда Мида) и «Рецепт против чумы». Издание 1756 года также содержит одно из первых упоминаний о ванили в английской кухне и первое зафиксированное использование желе в трайфле; она назвала трайфл «парящим островом». Более поздние издания добавили гамбургеры (англ. hamburgh sausages, «гамбургские сосиски»), пиккалилли (англ. Paco-Lilla, «Пако-лилла») и ранний рецепт мороженого. Гласс была первой, кто использовал термин «йоркширский пудинг» в печати; рецепт впервые появился в анонимно написанном в 1737 году труде «The Whole Duty of a Woman» под названием «пудинг на стекшем жире» (англ. dripping pudding).
Энн Виллиан в своём историческом обзоре поваров и кулинарных книг пишет о том, что хотя книга «Искусство кулинарии, изложенное просто и легко» написана в лёгком стиле, она «никогда не была лёгкой в использовании», поскольку в ранних изданиях не было алфавитного указателя, а организация была местами непоследовательной. В качестве примера беспорядочной компоновки книги Виллиан выделяет девять одинаковых рецептов соусов, разбросанных по четырём главам. Хотя ранние версии не содержали указателя в конце книги, они имели оглавление, которое Венди Холл описывает в своём исследовании «Literacy and the Domestic Arts» как «потрясающе обширное оглавление, которое классифицировало темы на протяжении двадцати двух страниц».
Советы из издания 1828 года
По словам историка Кэролайн Лифферс, Гласс была частью растущей рационализации в кулинарии; хотя она не давала временных рамок для всех своих рецептов, их было больше, чем печатали авторы более ранних кулинарных книг. Она опередила своё время и в других отношениях: она представила рецепт «карманного супа» (англ. pocket soop) за много лет до появления бульонных кубиков. За столетие до того, как Луи Пастер изучил микробиологию и стерилизацию, Гласс советовала поварам при приготовлении солений и варений «обвязывать их пузырём и кожей» для помощи в консервации. В своих книгах она всячески подчёркивала необходимость соблюдения чистоты в доме, особенно на кухне, где грязный инвентарь либо испортит вкус, либо станет причиной болезни. Её советы отражают тенденцию к повышению уровня гигиены в Англии того времени, когда водопровод стал более доступным. Историк кулинарии Дженнифер Стид пишет, что многие гости Англии отмечали, что слуги были чистыми и ухоженными.
В «Искусстве кулинарии» Гласс отошла от примера многих своих предшественников и не стала делать раздел с медицинскими советами — так же в 1769 году поступила и Элизабет Раффальд в «The Experienced English Housekeeper». Тем не менее, десятая глава «Искусства кулинарии» называется «Наставления для больных» и содержит рецепты бульонов, блюд из варёного и рубленого мяса, каши, калачей и различных напитков, включая «искусственное молоко ослиц». Гласс также не стала давать указания о том, как вести хозяйство. В своём предисловии она пишет:
Я не буду вмешиваться в физический ход дальше двух рецептов, которые будут полезны для общества в целом: Один — от укуса бешеной собаки; и другой — если человек должен находиться вблизи места, где свирепствует чума, он не подвергнется опасности; которые, если ими воспользоваться, окажутся очень полезными для тех, кто отправляется за границу.
Я также не возьму на себя обязанность направлять леди в вопросах хозяйства её семьи, ибо каждая хозяйка знает или, по крайней мере, должна знать, что наиболее правильно делать в ней; поэтому я не буду заполнять свою книгу подобной чепухой, на которую, как я уверен, никто не обратит внимания.
Оригинальный текст (англ.)I shall not take upon me to meddle in the physical Way farther than two Receipts which will be of Use to the Publick in general: One is for the Bite of a mad Dog; and the other, if a Man shoud be near where the Plague is, he shall be in no Danger; which, if made Use of, would be found of very great Service to those who go Abroad.
Nor shall I take it upon me to direct a Lady in the Oeconomy of her Family, for every Mistress does, or at least ought to know what is most proper to be done there; therefore I shall not fill my Book with a deal of Nonsense of that Kind, which I am very well assur’d none will have Regard to.
Гласс адресовала «Искусство кулинарии» городской читательской аудитории и, в отличие от многих предшественников, не упоминала «сельских барышень» или традиции гостеприимства дворянства. «The Servants' Directory» был предназначен исключительно для женского персонала, и каждая роль, выполняемая женским персоналом, рассматривалась и объяснялась полностью. Историк Уна Робертсон отмечает, что «поток инструкций, адресованных „моей маленькой горничной“, должен был сильно запутать эту особу, если бы она умела читать».

## Наследие

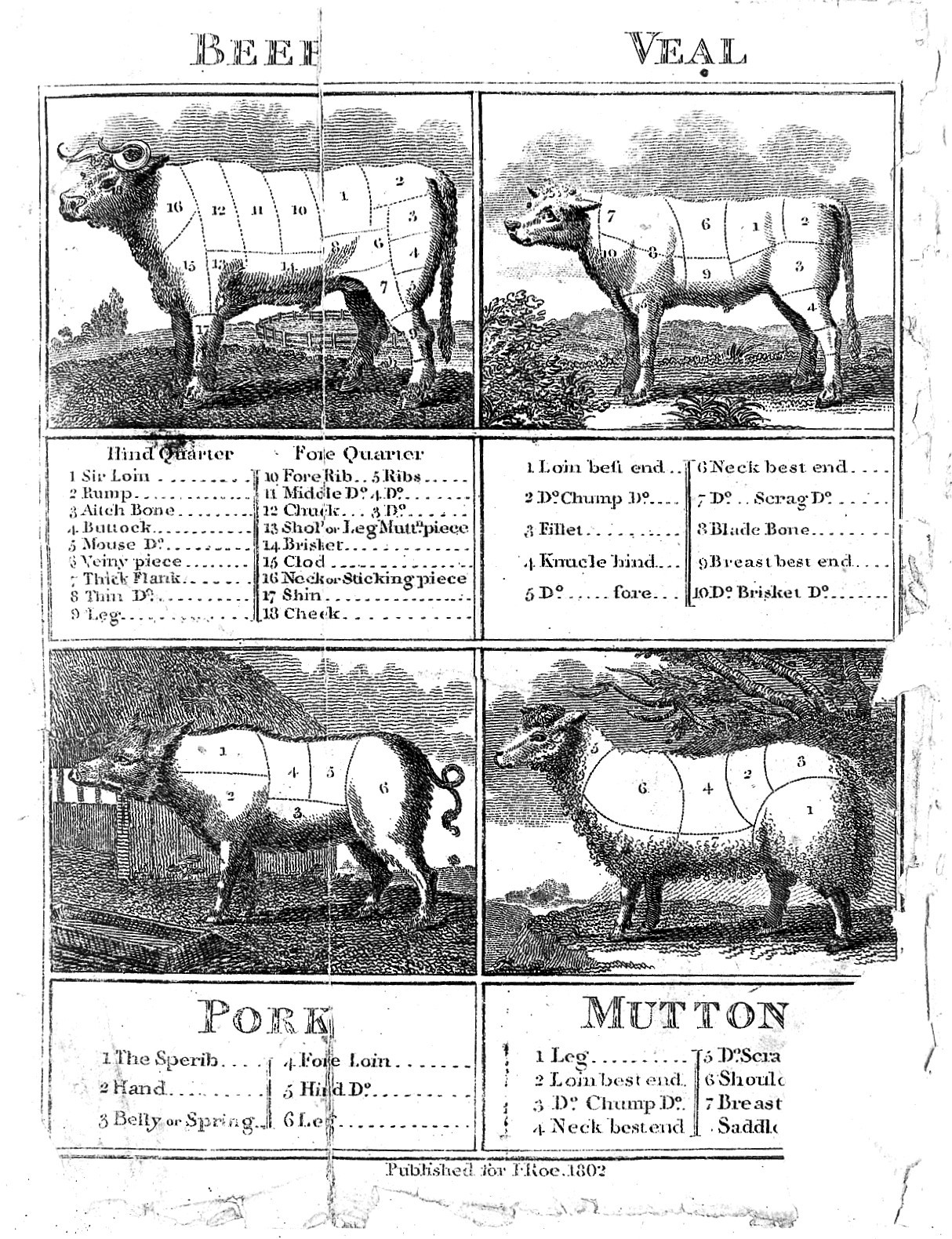
Иллюстрации различных отрубов свинины, баранины, телятины и говядины; из издания «Искусства кулинарии» 1802 года

Информация о личности Гласс была утеряна на долгие годы. В 1938 году историк Мадлен Хоуп Доддс подтвердила связь между ней и семьёй Олгуд в статье в Archaeologia Aeliana.
Книга «Искусство кулинарии» была самой популярной кулинарной книгой XVIII века и несколько раз переиздавалась после смерти Гласс. В течение ста лет книга была переиздана более двадцати раз, а последнее издание вышло уже в XIX веке. На протяжении XVIII и XIX веков работы Гласс активно плагиатировались, в частности, в бестселлере Изабеллы Битон «Mrs Beeton's Book of Household Management» 1896 года. Среди других работ, копировавших Гласс, упоминаются партворк Марты Брэдли «British Housewife» 1756 года, книга Уильяма Геллероя «The London Cook» 1762 года, работа Джона Фарли «London Art of Cookery» 1783 года и «The Housekeeper's Instructor» Уильяма Хендерсона от 1791 года. Слова «plain and easy» из названия были заимствованы и некоторыми другими авторами. Путешественники брали с собой в Америку экземпляры «Искусства кулинарии», и она стала одной из самых популярных кулинарных книг в колониальной Америке, а в 1805 году книга была впервые напечатана в США. Существует предположение, что Бенджамин Франклин для своей поездки в Париж перевёл некоторые из рецептов на французский язык. Экземпляры «The Servants' Directory» также активно распространялись по Америке пиратским способом.
Указание «First catch your hare» (с англ. — «Сначала поймай зайца») иногда ошибочно приписывается Гласс. Оксфордский словарь английского языка отмечает, что это «указание, которое в шутку приписывают „Кулинарной книге миссис Гласс“, но оно гораздо более позднего происхождения». Заблуждение связано с рецептом жареного зайца в книге «Искусство кулинарии», который начинается словами «Take your hare when it be cas’d», что на деле означает просто взять зайца со снятой шкурой. В Оксфордском словаре английского языка перечислено около 400 цитат из её книг.
В 1983 году издательство Prospect Books опубликовало факсимиле издания «Искусства кулинарии» 1747 года под названием «First Catch Your Hare», со вступительными эссе Стид и историка кулинарии Присциллы Бейн, а также глоссарием писателя Алана Дэвидсона; книга переиздавалась несколько раз. Когда Стид попросили внести свой вклад в издание 1983 года, она исследовала публикацию 1747 года и изучила каждый рецепт и проследила, какие из них были оригинальными, а какие скопированы у других авторов. Дэвидсон и писательница Хелен Сабери назвали это «поистине новаторской работой». Именно Стид установила, что Гласс позаимствовала 342 рецепта у других авторов. В 2006 году Гласс стала темой документально-драматического фильма BBC, представленного телевизионным кулинаром Клариссой Диксон Райт; Диксон Райт назвала свою героиню «матерью современного званого обеда» и «первой домашней богиней». К 310-летию со дня рождения Гласс был создан Google Doodle 28 марта 2018 года.
Гласс восхищались многие современные кулинары и кулинарные писатели. Кулинарная писательница 20-го века Элизабет Дэвид считает, что «для меня очевидно, что она передаёт информацию из первых рук, и иногда с оригинальными и очаровательными оборотами речи». Телевизионный кулинар Фанни Крэддок написала предисловие к переизданию книги «Искусство кулинарии» в 1971 году, в котором она высоко оценила Гласс и её подход. Крэддок считает, что написанное легко понять, а Гласс — честный кулинар, которая, вероятно, попробовала большинство рецептов, приведённых в книге. Писательница Джейн Григсон восхищалась работой Гласс, и в свою книгу 1974 года она включила многие рецепты Гласс. Диксон Райт утверждает, что она «испытывает сильную симпатию к Ханне Гласс. Я восхищаюсь её прямым, непритязательным подходом к кулинарии». Для Диксон Райт «она — одна из великих в истории английской кухни».

## Комментарии и примечания

### Комментарии
1. ↑  Ланселот стал верховным шерифом и членом парламента от партии Тори, а также верховным шерифом Нортамберленда[англ.]; позже он был посвящён в рыцари[2].
2. ↑  Некоторые источники называют 1746 год датой первой публикации[2][5].
3. ↑  10 000 фунтов стерлингов в 1754 году равны примерно 1 529 000 фунтов стерлингов в 2021 году, согласно расчётам, основанным на показателе инфляции — индексе потребительских цен[22].
4. ↑  Товар из магазина не продавался для оплаты долгов: он был оформлен на имя Маргарет[2].
5. ↑  с англ. — «Профессиональная кулинария: содержащая варение, жарение, выпечку, консервирование, квашение, соление, вина, желе и часть кондитерских изделий»
6. ↑  Оллгуд обвинил мужа Кук — хозяина местного паба — в том, что тот обманул его по поводу вина. У Кука были долги, которые он не мог выплатить, и его отправили в долговую тюрьму. В результате Энн Кук винила Оллгуда в семейных неурядицах[29].
7. ↑  Полное название книги было «The Servant's Directory: Or House-keeper's Companion: Wherein the Duties of the Chamber-Maid, Nursery-Maid, House-Maid, Landery-Maid, Scullion, Or Under-Cook, Are Fully and Distinctly Explained. To which is Annexed a Diary, Or House-keeper's Pocket-book for the Whole Year. With Directions for Keeping Accounts with Tradesmen, and Many Other Particulars, Fit to be Known by the Mistress of a Family. By H. Glass, Author of The Art of Cookery Made Plain and Easy» (с англ. — «Справочник слуги: Или спутник домоправительницы: Где обязанности горничной, няни, домработницы, хозяйки, хозяйственной горничной, скорняка или повара, полностью и чётко объяснены. К ней прилагается дневник, или карманная книга экономки на весь год. С указаниями по ведению счетов с торговцами и многими другими деталями, которые необходимо знать хозяйке семьи. От Х. Гласс, автора книги „Искусство кулинарии, изложенное просто и легко“»)[31].
8. ↑  Также предполагается, что книга могла быть опубликована в 1762 году[34].
9. ↑  Добавлены такие рецепты, как «кислая капуста», «цыплята и индюшата, приготовленные голландским способом», «фрикасе из телячьих ног и чалды, приготовленное итальянским способом», дополнительные рецепты карри и плова, «черепаха, приготовленная вест-индским способом», «кебаб из баранины», «каролинский рисовый пудинг» и «каролинские снежные шары»[51].
10. ↑  Кулинарная писательница XX века Элизабет Дэвид описывает рецепт как «довольно простой рецепт „тщательно взбитого“ фрикасе из курицы, приправленного куркумой, имбирём и перцем»[52].
11. ↑  Гласс писала «pilau» (английское название плова) как «pellow» или «pelow», а её ранние рецепты были озаглавлены «Приготовление плова индийским способом»[55], «Другой способ приготовления плова»[56] и «Чтобы приготовить плов»[57]. «Индийское соленье» было введено в пятом издании и состояло из 1 имперского галлона уксуса, 1 фунта чеснока, длинного перца, семян горчицы, имбиря и куркумы[58].
12. ↑  Шотландский кролик — хлеб, поджаренный с обеих сторон, с расплавленным сыром; уэльский кролик — хлеб, поджаренный с обеих сторон, с расплавленным сыром и добавлением горчицы; английский кролик — хлеб, поджаренный с обеих сторон, затем вымоченный в красном вине, затем с добавлением сыра сверху и помещением в духовку для поджаривания и дальнейшего подрумянивания[61].
13. ↑  К ним относятся «The Cookmaid’s Assistant, or Art of Cookery, Made Plain and Easy» Элизабет Клифтон от 1750 года, работа Арабеллы Фэйрфакс «Family’s Best Friend: or the whole Art of Cookery, made Plain and Easy» от 1753 года, и более поздние издания (начиная с 1754 года) книги Пенелопы Брэдшоу «The Family Jewel, and Compleat Housewife’s Companion: Or, The Whole Art of Cookery Made Plain and Easy»[90].
14. ↑  Дэвид несколько раз ссылалась на Гласс в своей работе «Spices, Salt and Aromatics in the English Kitchen» 1970 года[98], и снова в работе «Harvest of the Cold Months» 1994 года[99].В своей книге 1977 года «English Bread and Yeast Cookery[англ.]» Дэвид использовала рецепты французского хлеба, «хлеба, приготовленного без использования хлебопечи», кексов и овсяных лепёшек, дрожжевых дамплингов и шафранового пирога[100].
15. ↑  Это были уэльский, шотландский и английский кролики, сыр в горшочках, фрикасе из яиц, белое фрикасе из грибов, йоркширский пудинг, сальмагунди, запеканка из кролика, чеширский пирог со свининой и яблоками, йоркширский рождественский пай, гусиный пай, вим-уам (разновидность трайфла), шоколадный пирог и компот из груш bon chrétiens[101].

#### Книги
- Aylett, Mary; Ordish, Olive. First Catch Your Hare (англ.). — London: Macdonald, 1965.
- Boswell, James. Life of Johnson (англ.). — London: Constable & Co, 1906.
- Burnett, David; Saberi, Helen. The Road to Vindaloo: Curry Cooks & Curry Books (англ.). — Kindle. — London: Marion Boyars, 2006. — ISBN 978-1-909248-12-0.
- Collingham, Alan. Curry: A Tale of Cooks and Conquerors (англ.). — London: Vintage, 2006. — ISBN 978-0-0994-3786-4.
- Colquhoun, Kate. Taste: the Story of Britain Through its Cooking (англ.). — New York: Bloomsbury, 2007. — ISBN 978-1-5969-1410-0.
- Coyle, L. Patrick. Cooks' Books: An Affectionate Guide to the Literature of Food and Cooking (англ.). — New York: Fact on File, 1985. — ISBN 978-0-87196-683-4.
- David, Elizabeth. Spices, Salt and Aromatics in the English Kitchen (англ.). — Harmondsworth, Middlesex: Penguin, 1975. — ISBN 978-0-1404-6796-3.
- David, Elizabeth. Is There a Nutmeg in the House? (англ.) / Jill Norman (ed). — London: Penguin, 2001. — ISBN 978-0-14-029290-9.
- David, Elizabeth. English Bread and Yeast Cookery (англ.). — Harmondsworth: Penguin, 1979. — ISBN 978-0-1402-9974-8.
- David, Elizabeth. Harvest of the Cold Months: The Social History of Ice and Ices (англ.). — London: Michael Joseph, 1996. — ISBN 978-0-14-017641-4.
- Davidson, Alan. The Oxford Companion to Food (англ.). — Oxford: Oxford University Press, 2014. — ISBN 978-0-19-104072-6.
- Davidson, Alan; Saberi, Helen. The Wilder Shores of Gastronomy: Twenty Years of the Best Food Writing From the Journal Petits Propos Culinaires (англ.). — Berkeley, CA: Ten Speed Press, 2002. — ISBN 978-1-5800-8417-8.
- Dickson Wright, Clarissa. A History of English Food (англ.). — Kindle. — London: Random House, 2011. — ISBN 978-1-4481-0745-2.
- Glasse, Hannah. The Art of Cookery Made Plain and Easy (англ.). — Third. — London: Published by the author, 1748.
- Glasse, Hannah. The Compleat Confectioner: Or, The Whole Art of Confectionary Made Plain and Easy (англ.). — London: J. Cooke, 1772.
- Grigson, Jane. English Food (англ.). — London: Penguin, 1974. — ISBN 978-0-1410-4586-3.
- Hardy, Sheila. The Real Mrs Beeton: The Story of Eliza Acton (англ.). — Stroud, Gloucestershire: The History Press, 2011. — ISBN 978-0-7524-6122-9.
- Hess, John L., Hess, Karen. The Taste of America (англ.). — Champaign, IL: University of Illinois Press, 2000. — ISBN 978-0-252-06875-1.
- Hughes, Kathryn. The Short Life and Long Times of Mrs Beeton (англ.). — London: HarperCollins Publishers, 2006. — ISBN 978-0-7524-6122-9.
- Lehman, Gilly. The British Housewife: Cooking and Society in 18th-century Britain (англ.). — Kindle. — Totness, Devon: Prospect Books, 2003. — ISBN 978-1-909248-00-7.
- Notaker, Henry. A History of Cookbooks: From Kitchen to Page over Seven Centuries (англ.). — Oakland, CA: University of California Press, 2017. — ISBN 978-0-520-96728-1.
- Quayle, Eric. Old Cook Books: An Illustrated History (англ.). — London: Cassell, 1978. — ISBN 978-0-289-70707-4.
- Quinzio, Geraldine M. Of Sugar and Snow: A History of Ice Cream Making (англ.). — Berkeley, CA: University of California Press, 2009. — ISBN 978-0-520-94296-7.
- Robertson, Una. An Illustrated History of the Housewife, 1650–1950 (англ.). — New York: St. Martin's Press, 1997. — ISBN 978-0-3121-7712-6.
- Smith, Andrew F. Food and Drink in American History: A "Full Course" Encyclopedia (англ.). — Santa Barbara, CA: ABC-CLIO, 2013. — ISBN 978-1-61069-233-5.
- Snodgrass, Mary Ellen. Encyclopedia of Kitchen History (англ.). — Abingdon, Oxfordshire: Routledge, 2004. — ISBN 978-1-135-45572-9.
- Stead, Jennifer. Quizzing Glasse, or Hannah Scrutinzed // The Wilder Shores of Gastronomy: Twenty Years of the Best Food Writing From the Journal Petits Propos Culinaires (англ.) / Davidson, Alan; Saberi, Helen. — Berkeley, CA: Ten Speed Press, 2002. — P. 333–352. — ISBN 978-1-5800-8417-8.
- Walker, Julian. Discovering Words in the Kitchen (англ.). — London: Bloomsbury Publishing, 2013. — ISBN 978-0-7478-0952-4.
- Willan, Anne. Great Cooks and their Recipes (англ.). — London: Pavilion Books, 1992. — ISBN 978-1-85145-596-6.
- Willan, Anne; Cherniavsky, Mark. The Cookbook Library: Four Centuries of the Cooks, Writers, and Recipes That Made the Modern Cookbook (англ.). — Berkeley, CA: University of California Press, 2012. — ISBN 978-0-520-24400-9.

#### Журналы
- Bickham, Troy. Eating the Empire: Intersections of Food, Cookery and Imperialism in Eighteenth-Century Britain (англ.) // Past & Present. — 2008. — February (no. 198). — P. 71–109. — doi:10.1093/pastj/gtm054. — JSTOR 25096701.
- Brewer, Charlotte. 'Happy Copiousness'? OED's Recording of Female Authors of the Eighteenth Century (англ.) // The Review of English Studies. — 2012. — February (vol. 63, no. 258). — P. 86–117. — doi:10.1093/res/hgq102. — JSTOR 41410091.
- Dodds, Madeline Hope. The Rival Cooks: Hannah Glasse and Ann Cook (англ.) // Archaeologia Aeliana. — 1938. — Vol. 4, no. 15. — P. 43–68. Архивировано 29 октября 2019 года.
- Hall, Wendy. Literacy and the Domestic Arts (англ.) // Huntington Library Quarterly. — 2010. — September (vol. 73, no. 3). — P. 383–412. — doi:10.1525/hlq.2010.73.3.383.
- Lieffers, Caroline. 'The Present Time is Eminently Scientific': The Science of Cookery in Nineteenth-Century Britain (англ.) // Journal of Social History. — 2012. — June (vol. 45, no. 4). — P. 936–959. — doi:10.1093/jsh/shr106. — JSTOR 41678945.
- Lucraft, Fiona. The London Art of Plagiarism, Part One (англ.) // Petits Propos Culinaires. — 1992. — Vol. 42. — P. 7–24. — ISSN 0142-7857.
- Lucraft, Fiona. The London Art of Plagiarism, Part Two (англ.) // Petits Propos Culinaires. — 1993. — Vol. 43. — P. 34–46. — ISSN 0142-7857.

#### Новости
- Notices. The Newcastle Courant. 8 сентября 1770. p. 2.
- Prince, Rose. Hannah Glasse: The original domestic goddess (англ.). The Independent (24 июня 2006). Дата обращения: 27 марта 2018. Архивировано 7 июня 2010 года.
- Sommerlad, Joe. Hannah Glasse: How the British writer's seminal recipe book democratised cookery (англ.). The Independent (28 марта 2018). Дата обращения: 14 марта 2019. Архивировано 21 мая 2019 года.

#### Интернет
- №9416, с. 4 (англ.) // London Gazette : newspaper. — London. — No. 9416. — P. 4. — ISSN 0374-3721.
- Clark, Gregory. The Annual RPI and Average Earnings for Britain, 1209 to Present (New Series) (англ.). MeasuringWorth (2018). Дата обращения: 30 января 2018. Архивировано 17 декабря 2017 года.
- The Compleat Confectioner. WorldCat. Дата обращения: 15 марта 2019. Архивировано 29 марта 2021 года.
- first catch your hare (англ.). Oxford English Dictionary. Дата обращения: 10 марта 2019.
- Formats and Editions of First Catch your Hare: the Art of Cookery Made Plain and Easy (1747). Worldcat. Дата обращения: 17 марта 2019. Архивировано 29 марта 2021 года.
- Hannah Glasse's 310th Birthday. Google. Дата обращения: 16 марта 2019. Архивировано 26 марта 2019 года.
- Hannah Glasse (Biographical details). The British Museum. Дата обращения: 7 марта 2019. Архивировано 29 марта 2021 года.
- Hannah Glasse – the First Domestic Goddess. BBC Genome. Дата обращения: 16 марта 2019. Архивировано 29 марта 2021 года.
- Hoare, Charlotte. The Art of Cookery / by a lady (англ.). St John's College Cambridge (19 мая 2014). Дата обращения: 7 марта 2019. Архивировано 26 февраля 2019 года.
- Professed Cookery. WorldCat. Дата обращения: 13 марта 2019. Архивировано 29 марта 2021 года.
- Robb-Smith, A. H. T. (2004). Glasse [née Allgood], Hannah (bap. 1708, d. 1770). Oxford Dictionary of National Biography. Oxford University Press. doi:10.1093/ref:odnb/10804. Требуется подписка или членство в публичных библиотеках Великобритании.